# Der Gangsterboß von Rocket City
Der Gangsterboß von Rocket City ist ein US-amerikanischer Kriminalfilm aus dem Jahr 1950 von Cy Endfield mit Dan Duryea und Herbert Marshall in den Hauptrollen. Der Film wurde von der Filmcraft Trading Corp. produziert und zählt zum Subgenre des Film noir.

## Handlung
Bei einem Attentat vor dem Gerichtsgebäude wird der Gangster Turk Meyers erschossen und der Staatsanwalt Ralph Munsey verletzt. Im Radio wird verbreitet, dass Meyers gegen den Syndikatsboss Carl Durham aussagen wollte. Munsey macht für das Attentat die Zeitung der Stadt verantwortlich, die zuvor über das anstehende Verhör auf der ersten Seite berichtet hatte.
Der verantwortliche Reporter Mike Reese wird gefeuert. In der Stadt Lakeville will er in die örtliche Zeitung investieren und fragt bei Durham um einen Kredit nach. In Lakeville stellt er sich der Herausgeberin Cathy Harris und ihrem Partner George Parker vor. Ein Junge stürmt herein und bringt die Nachricht, dass Diane Stanton, die Schwiegertochter des Zeitungsmagnaten E. J. Stanton, ermordet aufgefunden wurde. Sofort macht sich Mike auf den Weg, eine Story zu schreiben.
Stantons Sohn Clark gesteht seinem Vater, seine Frau, die ihn verlassen wollte, getötet zu haben. Dianes Dienerin Molly Rankin wird vermisst und gilt, da Dianes Schmuck fehlt, als tatverdächtig. Clark sieht die Möglichkeit, jemand anderem den Mord anhängen zu können, insbesondere einer Schwarzen, der niemand glauben wird. Stanton, entsetzt über die fehlende Moral seines Sohnes, will den Familienruf wahren und setzt eine Belohnung von 25.000 Dollar für die Ergreifung Mollys aus.
Am Abend erscheint Molly im Zeitungsgebäude. Sie erzählt Mike und ihrer früheren Schulkameradin Cathy, dass Diane sie gebeten habe, ihren Schmuck zu versetzen. Mike überzeugt sie, sich zu stellen und ruft heimlich Munsey an, um die Belohnung zu kassieren. Jedoch erklärt Munsey öffentlich, dass die Belohnung nicht ausgezahlt wird, da sich Molly aus freien Stücken gestellt hat. Cathy ist wütend über Mikes Verhalten. Der erfährt, dass die öffentliche Meinung zu Gunsten Mollys liegt und arrangiert ein Komitee, das Geld für Mollys Verteidigung sammeln soll.
Der Strafverteidiger Stanley Becker sieht keine Erfolgsaussichten in Mollys Fall. Doch als Mike ihm anbietet, das Geld, unabhängig vom Urteil, mit ihm zu teilen, nimmt er das Mandat an. Clark fordert seinen Vater auf, gegen Mike vorzugehen. Stantons Einfluss ist hoch, so dass die Komiteemitglieder als auch die Anzeigenkunden der Zeitung Abstand nehmen. Die öffentliche Meinung schlägt nun zu Mollys Ungunsten um. Mike und Becker raten Molly, sich schuldig zu bekennen, was diese jedoch ablehnt. Mike ist von Mollys Würde beeindruckt.
Als Mike abends in sein Büro zurückkehrt, findet er die Druckpressen zerstört vor. Er erhält einen Anruf einer Frau, die Molly entlasten kann. Mike fährt zum Anwesen der Stantons. Als Clark erfährt, dass Mike Beweise hat, fordert er ihn auf, in zwei Stunden wiederzukommen. Clark setzt sich mit Durham in Verbindung, der sich bereit erklärt, Mike umbringen zu lassen. Im Gegenzug soll er alle Artikel über sich in Stantons Zeitungen vorher kontrollieren können.
In der Zwischenzeit weigert sich Stanton, Mikes Story zu veröffentlichen. Auf dem Weg zurück in sein Büro begegnet Mike Durham, der ihm eine Warnung zukommen lässt. Mike ruft Stanton an, der die 25.000 Dollar mitbringen soll. Auch Munsey ruft er an und bestellt ihn nach Lakeville, wird jedoch von ihm ignoriert. Durhams Männer tauchen auf und entführen Mike. Cathy sucht Munsey auf, der nun die Polizei alarmiert.
Stanton und sein Sohn kommen in Durhams Büro an, wo sie den übel zusammengeschlagenen Mike vorfinden. Durham fordert sie auf, Mike mitzunehmen und ihn zu töten. Jedoch kommt jetzt die Polizei an. Clark versucht zu flüchten und wird von seinem Vater erschossen. Als Mike in einen Krankenwagen geladen wird, informiert ihn Munsey, dass Molly freigelassen wird. Cathy nennt ihn stolz einen Helden.

## Produktion

### Hintergrund
Gedreht wurde der Film vom 13. August bis Anfang September 1949, Nachdrehs wurden ab dem 21. Oktober 1949 hergestellt. Drehort war Los Angeles, u. a. die Los Angeles City Hall, das Gebäude der Los Angeles Times und das Griffith-Observatorium.

### Stab
Gordon Wiles und Dave Milton waren die Art Directors, Irving Friedman der musikalische Direktor.

### Besetzung
In kleinen nicht im Abspann erwähnten Nebenrollen traten Ned Glass, Teddy Infuhr, Don McGuire und Edward Van Sloan in seiner letzten Filmrolle auf. Ebenfalls ungenannt blieb Carl Sklover als Turk Meyers.

## Veröffentlichung
Die Premiere des Films fand am 26. Juli 1950 statt. In der Bundesrepublik Deutschland kam er am 5. April 1957 in die Kinos, in Österreich im Juni 1957.

## Kritiken
Der Filmkritiken-Aggregator Rotten Tomatoes hat in einer Auswertung ein Publikumsergebnis von 75 Prozent positiver Bewertungen ermittelt.
Das Lexikon des internationalen Films schrieb: „Die logisch aufgebaute Handlung, straffe Spannungsdramaturgie und gute Darsteller machen aus dem schlichten Film effektvolle Kriminalunterhaltung.“
Bosley Crowther von der The New York Times hingegen beschrieb den Film als armselig gemacht, planlos und voll von offensichtlichen Löchern. Mr. Chester und seine Kompagnons haben das Recht zu erklären, dass Zeitungsleute keine guten Menschen seien. Die Leute der New York Times denken das Gleiche von ihnen.